# Jūdan 2025
Il Jūdan 2025 è stata la sessantatreesima edizione del torneo goistico giapponese Jūdan: Shibano Toramaru ha strappato il titolo a Yūta Iyama, ottenendo la rivincita dell'edizione precedente.

## Torneo

### Tornei preliminari
Si sono disputati 24 tornei a eliminazione diretta per la selezione preliminare dei partecipanti. A valle di questa fase ce n'è stata una seconda, che ha previsto 16 tornei a eliminazione diretta, che ha qualificato:
- Adachi Toshimasa
- Anzai Nobuaki
- Fujita Akihiko
- Furuya Yutaka
- Hon Akiyoshi
- Ichiriki Ryo Kisei
- Ida Atsushi
- Kono Rin
- Koyama Kuya
- Motoki Katsuya
- Murakawa Daisuke
- Mutsuura Yuta
- Sada Atsushi
- Suzuki Shinji
- Wu Boyi
- Yu Zhengqi

### Scelta dello sfidante
A questo hanno accesso i 16 vincitori del torneo preliminare più quattro goisti invitati direttamente a questo torneo, per un totale di 20 partecipanti.
|  | Primo turno         | Primo turno |  |  | Secondo turno       | Secondo turno |                    |                   | Terzo turno | Terzo turno |  |  | Semifinale | Semifinale |  |  | Finale | Finale |
|  |                     |             |  |  |                     |               |                    |                   |             |             |  |  |            |            |  |  |        |        |
|  |                     |             |  |  |                     |               |                    |                   |             |             |  |  |            |            |  |  |        |        |
|  |                     |             |  |  | Hon Akiyoshi 5d     |               |                    |                   |             |             |  |  |            |            |  |  |        |        |
|  | Motoki Katsuya 4d   | B+R         |  |  | Motoki Katsuya 4d   | N+R           |                    |                   |             |             |  |  |            |            |  |  |        |        |
|  | Murakawa Daisuke 9d |             |  |  |                     |               |                    | Motoki Katsuya 4d | N+R         |             |  |  |            |            |  |  |        |        |
|  |                     |             |  |  | Seki Kotaro 9d      |               |                    |                   |             |             |  |  |            |            |  |  |        |        |
|  |                     |             |  |  | Seki Kotaro 9d      | B+R           |                    |                   |             |             |  |  |            |            |  |  |        |        |
|  |                     |             |  |  | Anzai Nobuaki 8d    |               |                    |                   |             |             |  |  |            |            |  |  |        |        |
|  |                     |             |  |  |                     |               |                    | Motoki Katsuya 4d |             |             |  |  |            |            |  |  |        |        |
|  |                     |             |  |  | Kyo Kagen 9d        | B+R           |                    |                   |             |             |  |  |            |            |  |  |        |        |
|  |                     |             |  |  | Mutsuura Yuta 8d    |               |                    |                   |             |             |  |  |            |            |  |  |        |        |
|  | Ichiriki Ryo Kisei  | B+R         |  |  | Ichiriki Ryo Kisei  | N+R           |                    |                   |             |             |  |  |            |            |  |  |        |        |
|  | Wu Boyi 6d          |             |  |  |                     |               | Ichiriki Ryo Kisei |                   |             |             |  |  |            |            |  |  |        |        |
|  |                     |             |  |  | Kyo Kagen 9d        | N+R           |                    |                   |             |             |  |  |            |            |  |  |        |        |
|  |                     |             |  |  | Kyo Kagen 9d        | B+3,5         |                    |                   |             |             |  |  |            |            |  |  |        |        |
|  |                     |             |  |  | Adachi Toshimasa 7d |               |                    |                   |             |             |  |  |            |            |  |  |        |        |
|  |                     |             |  |  |                     |               |                    | Kyo Kagen 9d      |             |             |  |  |            |            |  |  |        |        |
|  |                     |             |  |  | Shibano Toramaru 9d | N+R           |                    |                   |             |             |  |  |            |            |  |  |        |        |
|  |                     |             |  |  | Fujita Akihiko 7d   |               |                    |                   |             |             |  |  |            |            |  |  |        |        |
|  | Suzuki Shinji 8d    | B+R         |  |  | Suzuki Shinji 8d    | B+R           |                    |                   |             |             |  |  |            |            |  |  |        |        |
|  | Kono Rin 9d         |             |  |  |                     |               | Suzuki Shinji 8d   |                   |             |             |  |  |            |            |  |  |        |        |
|  |                     |             |  |  | Yamashita Keigo 9d  | B+4,5         |                    |                   |             |             |  |  |            |            |  |  |        |        |
|  |                     |             |  |  | Yamashita Keigo 9d  | B+R           |                    |                   |             |             |  |  |            |            |  |  |        |        |
|  |                     |             |  |  | Yu Zhengqi 8d       |               |                    |                   |             |             |  |  |            |            |  |  |        |        |
|  |                     |             |  |  |                     |               | Yamashita Keigo 9d |                   |             |             |  |  |            |            |  |  |        |        |
|  |                     |             |  |  | Shibano Toramaru 9d | B+0,5         |                    |                   |             |             |  |  |            |            |  |  |        |        |
|  |                     |             |  |  | Koyama Kuya 7d      |               |                    |                   |             |             |  |  |            |            |  |  |        |        |
|  | Ida Atsushi 9d      |             |  |  | Sada Atsushi 7d     | B+R           |                    |                   |             |             |  |  |            |            |  |  |        |        |
|  | Sada Atsushi 7d     | B+R         |  |  |                     |               | Sada Atsushi 9d    |                   |             |             |  |  |            |            |  |  |        |        |
|  |                     |             |  |  | Shibano Toramaru 9d | B+R           |                    |                   |             |             |  |  |            |            |  |  |        |        |
|  |                     |             |  |  | Shibano Toramaru 9d | B+R           |                    |                   |             |             |  |  |            |            |  |  |        |        |
|  |                     |             |  |  | Furuya Yutaka 8d    |               |                    |                   |             |             |  |  |            |            |  |  |        |        |
|  |                     |             |  |  |                     |               |                    |                   |             |             |  |  |            |            |  |  |        |        |

### Finale
La finale è stata una sfida al meglio delle cinque partite tra il campione in carica Iyama Yuta e lo sfidante Toramaru Shibano, scelto tramite il processo di qualificazione.
Per Toramaru si tratta della quinta finale del Judan; per Iyama si tratta della nona finale, quarta sfida al detentore.
Per Iyama si è trattato della terza sconfitta in nove finali del Judan disputate. Per Toramaru si tratta della terza vittoria in cinque finali.